# Sesap
Sesap is een bestuurslaag in het regentschap Meranti-eilanden van de provincie Riau, Indonesië. Sesap telt 499 inwoners (volkstelling 2010).